# Mistrzostwa Świata w Pływaniu na krótkim basenie 2016 – 4 × 100 m stylem dowolnym mężczyzn
4 × 100 m stylem dowolnym mężczyzn – jedna z konkurencji, które odbyły się podczas Mistrzostw Świata w Pływaniu na krótkim basenie 2016. Eliminacje i finał miały miejsce 6 grudnia.
Złoty medal zdobyła sztafeta rosyjska, uzyskując czas 3:05,90. Wicemistrzami świata zostali Francuzi (3:07,35). Trzecie miejsce zajęli ex aequo reprezentanci Australii i Stanów Zjednoczonych (3:07,76).

## Rekordy
Przed zawodami rekordy świata i mistrzostw wyglądały następująco:
| Rekord                   | Reprezentacja | Czas    | Miejsce    | Data            |
| ------------------------ | --- | ------- | ---------- | --------------- |
| Rekord świata            | Stany Zjednoczone · Nathan Adrian (45,08) · Matthew Grevers (44,68) · Garrett Weber-Gale (47,43) · Michael Phelps (46,11) | 3:03,30 | Manchester | 19 grudnia 2009 |
| Rekord mistrzostw świata | Francja · Clément Mignon (47,05) · Fabien Gilot (46,13) · Florent Manaudou (44,80) · Mehdy Metella (45,80)                | 3:03,78 | Doha       | 3 grudnia 2014  |

## Wyniki

### Eliminacje
Eliminacje odbyły się o 13:37 czasu lokalnego.
| Miejsce | Wyścig | Tor | Państwo           | Zawodnik | Czas      | Uwagi |
| ------- | ------ | --- | ----------------- | --- | --------- | ----- |
| 1.      | 2      | 6   | Francja           | Clément Mignon (46,75) Medhy Metella (46,38) Jérémy Stravius (46,56) Yonel Govindin (48,36)                     | 3:08,05   | Q     |
| 2.      | 1      | 8   | Rosja             | Nikita Łobincew (47,76) Aleksiej Brianskij (47,39) Michaił Wiekowiszczew (46,84) Aleksandr Popkow (46,40)       | 3:08,39   | Q     |
| 3.      | 1      | 9   | Australia         | Brendan McCarthy (47,36) Jack Gerrard (47,61) David Morgan (47,50) Tommaso D’Orsogna (46,50)                    | 3:08,97   | Q     |
| 4.      | 2      | 5   | Stany Zjednoczone | Paul Powers (48,24) Matthew Josa (47,78) Michael Chadwick (46,66) Blake Pieroni (46,34)                         | 3:09,02   | Q     |
| 5.      | 2      | 0   | Kanada            | Yuri Kisil (47,26) Markus Thormeyer (47,92) Evan van Moerkerke (48,06) Javier Acevedo (47,56)                   | 3:10,80   | Q     |
| 6.      | 1      | 0   | Japonia           | Shinri Shioura (47,58) Kenta Ito (47,43) Kosuke Matsui (48,52) Katsuhiro Matsumoto (47,80)                      | 3:11,33   | Q     |
| 7.      | 2      | 2   | Holandia          | Nyls Korstanje (47,99) Ben Schwietert (47,55) Dion Dreesens (47,72) Kyle Stolk (48,81)                          | 3:12,07   | Q     |
| 8.      | 1      | 4   | Białoruś          | Jauhien Curkin (48,64) Anton Łatkin (47,97) Wiktar Stasiełowicz (48,71) Artiom Maczekin (47,57)                 | 3:12,89   | Q,    |
| 9.      | 1      | 6   | Chiny             | Li Zhuhao (48,59) Lin Yongqing (47,49) Yu Hexin (48,73) Liu Zhaochen (48,16)                                    | 3:12,97   |       |
| 10.     | 1      | 5   | Finlandia         | Ari-Pekka Liukkonen (48,51) Matias Koski (47,63) Andrei Tuomola (48,39) Riku Poytakivi (48,53)                  | 3:13,06   | NR    |
| 11.     | 1      | 7   | Szwecja           | Christopher Carlssen (48,00) Axel Pettersson (47,98) Daniel Forndal (49,08) Robin Andreasson (48,30)            | 3:13,36   |       |
| 12.     | 2      | 9   | Węgry             | Ádám Telegdy (48,40) Maksim Lobanovskii (47,17) Richard Marton (49,20) Márton Barta (50,47)                     | 3:15,24   | NR    |
| 13.     | 1      | 1   | Południowa Afryka | Douglas Erasmus (47,96) Alaric Basson (50,27) Alard Basson (50,65) Eben Vorster (50,26)                         | 3:19,14   |       |
| 14.     | 2      | 1   | Paragwaj          | Benjamin Hockin (48,21) Ivo Kunzle Savastano (51,79) Mathias Zacarias (52,35) Charles Hockin Brusquetti (48,10) | 3:20,45   |       |
| 15.     | 1      | 2   | Makau             | Chao Man Hou (50,49) Ngou Pok Man (51,62) Yum Cheng Man (53,39) Lin Sizhuang (51,22)                            | 3:26,72   | NR    |
| 16.     | 2      | 7   | Papua-Nowa Gwinea | Sam Seghers (50,84) Stanford Kawale (52,78) Livingston Aika (54,08) Ryan Pini (49,06)                           | 3:26,76   | NR    |
| 17.     | 2      | 4   | Kostaryka         | Esteban Araya (53,31) Jose Solis Rosales (55,26) Arnoldo Herrera (52,62) Juan Dobles (51,47)                    | 3:32,66   | NR    |
| 18. !   | 1      | 3   | Dominikana        | Dioser Nunez Marc Rojas Brandon Vives Jhonny Perez                                                              | 9:99,99 ! | DNS   |
| 18. !   | 2      | 3   | Singapur          | Yeo Kai Quan Pang Sheng Jun Dylan Foo Francis Fong                                                              | 9:99,99 ! | DNS   |
| 18. !   | 2      | 8   | Uzbekistan        | | 9:99,99 ! | DNS   |

### Finał
Finał odbył się o 20:22 czasu lokalnego.
| Miejsce | Tor | Państwo           | Zawodnik                                                                                                | Czas    | Uwagi |
| ------- | --- | ----------------- | --- | ------- | ----- |
| 1. !    | 5   | Rosja             | Nikita Łobincew (47,34) Michaił Wiekowiszczew (46,96) Władimir Morozow (45,42) Aleksandr Popkow (46,18) | 3:05,90 |       |
| 2. !    | 4   | Francja           | Clément Mignon (46,91) Jérémy Stravius (46,21) Jordan Pothain (47,90) Mehdy Metella (46,33)             | 3:07,35 |       |
| 3. !    | 3   | Australia         | Brayden McCarthy (47,57) Daniel Smith (46,84) David Morgan (47,48) Tommaso D’Orsogna (45,87)            | 3:07,76 |       |
| 3. !    | 6   | Stany Zjednoczone | Michael Chadwick (47,56) Tom Shields (46,59) Paul Powers (47,59) Blake Pieroni (46,02)                  | 3:07,76 |       |
| 5.      | 7   | Japonia           | Shinri Shioura (47,48) Kenta Ito (47,10) Kosuke Matsui (47,66) Katsuhiro Matsumoto (47,51)              | 3:09,75 |       |
| 6.      | 1   | Holandia          | Nyls Korstanje (47,59) Ben Schwietert (47,83) Dion Dreesens (47,40) Kyle Stolk (47,05)                  | 3:09,87 |       |
| 7.      | 2   | Kanada            | Yuri Kisil (47,03) Markus Thormeyer (47,57) Evan van Moerkerke (48,05) Javier Acevedo (47,31)           | 3:09,96 |       |
| 8.      | 8   | Białoruś          | Jauhien Curkin (48,43) Anton Łatkin (48,07) Wiktar Stasiełowicz (48,50) Artiom Maczekin (47,77)         | 3:12,77 | NR    |